# Бронницкий 210-й пехотный полк
210-й пехотный Бронницкий полк — пехотная воинская часть Русской императорской армии второй очереди. Сформирован для участия в Первой мировой войне.

## История
Развёрнут в июле 1914 года в Бронницком уезде Московской губернии из кадра 2-го гренадерского Ростовского полка. 11 августа прибыл в местечко Радзивилишки, откуда был пешим маршем направлен в Тильзит. 13-14 августа по пути следования дважды вступал в мелкие стычки с частями ландвера. Понеся большие потери во время Восточно-Прусской операции, в составе дивизии отступил к Ковенской крепости.
В октябре 1915 года отличился в боях у озера Свентен.

## Командиры полка
- 16.08.1914—18.01.1916 — полковник (c 23.12.1915 генерал-майор) Иванов, Алексей Юлианович
- xx.xx.1916—xx.xx.xxxx — полковник Адамович, Константин Дмитриевич
- 24.08.1916—xx.xx.xxxx — полковник Серебряков, Владимир Иванович
- 05.04.1917—19.05.1917 — полковник Христофоров, Евгений Ильич